# Michał Sikorski (skrzypek)
Michał Sikorski (ur. 24 października 1973 w Łodzi) – polski artysta kabaretowy, skrzypek, członek Grupy MoCarta.

## Życiorys
W młodości występował jako chórzysta w Teatrze Nowym w Łodzi oraz Teatrze Wielkim w Łodzi. Ukończył naukę w Ogólnokształcącej Szkole Muzycznej I i II st. im. Henryka Wieniawskiego w Łodzi, a także studia na Akademii Muzycznej im. Grażyny i Kiejstuta Bacewiczów w Łodzi, broniąc pracę pt. „Pamięć w grze skrzypcowej”. Jako skrzypek występował w Teatrze Żydowskim w Warszawie, Teatrze Komedia w Warszawie oraz Teatrze Powszechnym w Radomiu. Jest autorem aranżacji na orkiestrę, kwartet oraz piosenek.

### Życie prywatne
Ma dwóch synów: piosenkarza i aktora – Artura Sikorskiego, a także muzyka i aktora – Jeremiego Sikorskiego.

## Wyróżnienia
Wraz z grupą MoCarta laureat złotej płyty (2004) za płytę Kreatury – czyli Cztery pory roku (2002). 